# Record de France de natation messieurs du 100 mètres nage libre
Le record de France de natation sportive messieurs pour l'épreuve du 100 mètres nage libre concerne les records obtenus par les athlètes dans cette épreuve en bassin de 50 et 25 mètres.

## Bassin de 50 mètres
| Temps        | Athlète            | Naissance | Âge | Club                            | Compétition                | Lieu                     | Date              |
| ------------ | ------------------ | --------- | --- | ------------------------------- | -------------------------- | ------------------------ | ----------------- |
| 1 min 15 s 0 | Gérard Meister     |           |     | Libellule de Paris              |                            | Gare                     | 10 octobre 1909   |
| 1 min 13 s 4 | Georges Rigal      | 1890      | 21  | Libellule de Paris              |                            | Gare                     | 22 juillet 1911   |
| 1 min 11 s 8 | Georges Pouilley   |           |     | Club des Nageurs de Paris       |                            | Gare                     | 12 juin 1919      |
| 1 min 11 s 2 | Georges Pouilley   |           |     | Club des Nageurs de Paris       |                            | Gare                     | 21 juin 1919      |
| 1 min 10 s 8 | Georges Pouilley   |           |     | Club des Nageurs de Paris       |                            | Gare                     | 31 juillet 1919   |
| 1 min 10 s 0 | Georges Pouilley   |           |     | Club des Nageurs de Paris       |                            | Gare                     | 16 septembre 1919 |
| 1 min 08 s 8 | Georges Pouilley   |           |     | Club des Nageurs de Paris       |                            | Gare                     | 25 octobre 1919   |
| 1 min 08 s 4 | Henri Padou        | 1898      | 22  | Enfants de Neptune de Tourcoing |                            | Anvers                   | 22 août 1920      |
| 1 min 07 s 0 | Henri Padou        | 1898      | 23  | Enfants de Neptune de Tourcoing |                            | Bruxelles                | 15 octobre 1921   |
| 1 min 06 s 0 | Henri Padou        | 1898      | 23  | Enfants de Neptune de Tourcoing |                            | Bruxelles                | 5 novembre 1921   |
| 1 min 05 s 8 | Henri Padou        | 1898      | 24  | Enfants de Neptune de Tourcoing |                            | Tourcoing                | 19 mars 1922      |
| 1 min 03 s 6 | Henri Padou        | 1898      | 26  | Enfants de Neptune de Tourcoing |                            | Tourcoing                | 3 février 1924    |
| 1 min 03 s 4 | Jean Taris         | 1909      | 20  | SCUF                            |                            | Gare                     | 9 mars 1929       |
| 1 min 02 s 4 | Jean Taris         | 1909      | 20  | SCUF                            |                            | Bruxelles                | 20 avril 1929     |
| 1 min 02 s 2 | Jean Taris         | 1909      | 20  | SCUF                            |                            | Toulouse                 | 22 juillet 1929   |
| 1 min 02 s 0 | Jean Taris         | 1909      | 20  | SCUF                            |                            | Champerret               | 31 décembre 1929  |
| 1 min 01 s 0 | Jean Taris         | 1909      | 21  | SCUF                            |                            | Buttes aux Cailles Paris | 17 mai 1930       |
| 1 min 00 s 6 | Jean Taris         | 1909      | 21  | SCUF                            |                            | Tourelles Paris          | 2 juillet 1930    |
| 1 min 00 s 2 | Jean Taris         | 1909      | 21  | SCUF                            |                            | Tourelles Paris          | 14 juillet 1930   |
| 59 s 8       | Jean Taris         | 1909      | 22  | FFNS                            |                            | Molitor Paris            | 10 avril 1931     |
| 59 s 6       | Alex Jany          | 1927      | 18  | Dauphins du TOEC                |                            | Toulouse                 | 1er avril 1945    |
| 58 s 8       | Alex Jany          | 1927      | 18  | Dauphins du TOEC                |                            | Toulouse                 | 28 juillet 1945   |
| 57 s 5       | Alex Jany          | 1927      | 18  | Dauphins du TOEC                |                            | Marseille                | 12 septembre 1945 |
| 56 s 7       | Alex Jany          | 1927      | 19  | Dauphins du TOEC                |                            | Marseille                | 12 juin 1946      |
| 56 s 6       | Alex Jany          | 1927      | 19  | Dauphins du TOEC                |                            | Marseille                | 18 septembre 1945 |
| 56 s 2       | Alex Jany          | 1927      | 20  | Dauphins du TOEC                |                            | Monaco                   | 10 septembre 1947 |
| 55 s 8 RM    | Alex Jany          | 1927      | 20  | Dauphins du TOEC                |                            | Menton                   | 15 septembre 1947 |
| 55 s 6       | Alain Gottvallès   | 1942      | 20  | Racing club de France           |                            | Vallerey Paris           | 21 juillet 1962   |
| 55 s 0       | Alain Gottvallès   | 1942      | 20  | Racing club de France           |                            | Thionville               | 10 août 1962      |
| 54 s 6       | Alain Gottvallès   | 1942      | 21  | Racing club de France           |                            | Orebro                   | 17 août 1963      |
| 54 s 4       | Alain Gottvallès   | 1942      | 22  | Racing club de France           |                            | Vallerey Paris           | 12 juillet 1964   |
| 54 s 3       | Alain Gottvallès   | 1942      | 22  | Racing club de France           |                            | Vallerey Paris           | 7 août 1964       |
| 54 s 2       | Alain Gottvallès   | 1942      | 22  | Racing club de France           |                            | Clermont-Ferrand         | 16 août 1964      |
| 53 s 9       | Alain Gottvallès   | 1942      | 22  | Racing club de France           |                            | Budapest                 | 12 septembre 1964 |
| 52 s 9 RM    | Alain Gottvallès   | 1942      | 22  | Racing club de France           |                            | Budapest                 | 13 septembre 1964 |
| 52 s 8       | Michel Rousseau    | 1949      | 21  | ASPTT Paris                     | Championnats d'Europe      | Barcelone                | 5 septembre 1970  |
| 52 s 7       | Michel Rousseau    | 1949      | 22  | ASPTT Paris                     | Championnats de France     | Vallerey Paris           | 31 juillet 1971   |
| 52 s 6       | Michel Rousseau    | 1949      | 23  | ASPTT Paris                     |                            | Vittel                   | 15 juillet 1972   |
| 52 s 44      | Michel Rousseau    | 1949      | 24  | ASPTT Paris                     |                            | Berlin-Est               | 18 août 1973      |
| 52 s 08      | Michel Rousseau    | 1949      | 24  | ASPTT Paris                     | Championnats du monde      | Belgrade                 | 9 septembre 1973  |
| 51 s 93      | René Ecuyer        | 1956      | 23  | Cercle des nageurs d'Antibes    |                            | Split                    | 21 septembre 1979 |
| 51 s 92      | René Ecuyer        | 1956      | 24  | Cercle des nageurs d'Antibes    | Championnats de France     | Bordeaux                 | 13 avril 1980     |
| 51 s 91      | René Ecuyer        | 1956      | 24  | Cercle des nageurs d'Antibes    | Championnats de France     | Bordeaux                 | 13 avril 1980     |
| 51 s 62      | René Ecuyer        | 1956      | 24  | Cercle des nageurs d'Antibes    | Jeux olympiques (d)        | Moscou                   | 26 juillet 1980   |
| 50 s 84      | Stéphan Caron      | 1966      | 18  | Club des Vikings de Rouen       | Championnats de France (f) | Strasbourg               | 17 mars 1984      |
| 50 s 70      | Stéphan Caron      | 1966      | 18  | Club des Vikings de Rouen       | Jeux olympiques (f)        | Los Angeles              | 30 juillet 1984   |
| 50 s 67      | Stéphan Caron      | 1966      | 19  | Club des Vikings de Rouen       | Meeting Golden Cup (f)     | Strasbourg               | 20 janvier 1985   |
| 50 s 56      | Stéphan Caron      | 1966      | 19  | Club des Vikings de Rouen       | Championnats d'Europe      | Sofia                    | 8 août 1985       |
| 50 s 20      | Stéphan Caron      | 1966      | 19  | Club des Vikings de Rouen       | Championnats d'Europe      | Sofia                    | 8 août 1985       |
| 49 s 97      | Stéphan Caron      | 1966      | 19  | Club des Vikings de Rouen       | Universiade                | Kōbe                     | 27 août 1985      |
| 49 s 73      | Stéphan Caron      | 1966      | 20  | Club des Vikings de Rouen       | Championnats du monde      | Madrid                   | 19 août 1986      |
| 49 s 51      | Stéphan Caron      | 1966      | 21  | Club des Vikings de Rouen       | Championnats d'Europe (s)  | Strasbourg               | 21 août 1987      |
| 49 s 35      | Stéphan Caron      | 1966      | 21  | Club des Vikings de Rouen       | Championnats d'Europe (d)  | Strasbourg               | 21 août 1987      |
| 49 s 18      | Stéphan Caron      | 1966      | 25  | Racing club de France           | Championnats de France (r) | Millau                   | 4 août 1991       |
| 49 s 08      | Frédérick Bousquet | 1981      | 23  | C.S. Clichy 92                  | Jeux olympiques (s)        | Athènes                  | 17 août 2004      |
| 49 s 06      | Frédérick Bousquet | 1981      | 24  | C.S. Clichy 92                  | Championnats de France (f) | Nancy                    | 14 avril 2005     |
| 48 s 97      | Frédérick Bousquet | 1981      | 25  | Cercle des nageurs de Marseille | Championnats d'Europe (f)  | Budapest                 | 4 août 2006       |
| 48 s 81      | Alain Bernard      | 1983      | 24  | Cercle des nageurs d'Antibes    | Coupe de France (f)        | Lyon                     | 25 février 2007   |
| 48 s 56      | Alain Bernard      | 1983      | 24  | Cercle des nageurs d'Antibes    | Mare Nostrum (f)           | Canet-en-Roussillon      | 9 juin 2007       |
| 48 s 12      | Alain Bernard      | 1983      | 24  | Cercle des nageurs d'Antibes    | Championnats de France (f) | Saint-Raphaël            | 25 juin 2007      |
| 47 s 60 RM   | Alain Bernard      | 1983      | 24  | Cercle des nageurs d'Antibes    | Championnats d'Europe (d)  | Eindhoven                | 21 mars 2008      |
| 47 s 50 RM   | Alain Bernard      | 1983      | 24  | Cercle des nageurs d'Antibes    | Championnats d'Europe      | Eindhoven                | 22 mars 2008      |
| 47 s 20 RM   | Alain Bernard      | 1983      | 25  | Cercle des nageurs d'Antibes    | Jeux olympiques            | Pékin                    | 13 août 2008      |
| 46 s 94,     | Alain Bernard      | 1983      | 26  | Cercle des nageurs d'Antibes    | Championnats de France (d) | Montpellier              | 23 avril 2009     |

## Bassin de 25 mètres
| Temps      | Athlète            | Naissance | Âge | Club                         | Compétition                | Lieu                 | Date             |
| ---------- | ------------------ | --------- | --- | ---------------------------- | -------------------------- | -------------------- | ---------------- |
| 50 s 81    | Stéphan Caron      | 1966      | 18  | Club des Vikings de Rouen    | Championnats interclubs    | Boulogne-Billancourt | 29 janvier 1984  |
| 49 s 84    | Stéphan Caron      | 1966      | 18  | Club des Vikings de Rouen    | Meeting Diana              | Boulogne-Billancourt | 4 février 1984   |
| -----      |                    |           |     |                              |                            |                      |                  |
| 49 s 67    | Stéphan Caron      | 1966      | 18  | Club des Vikings de Rouen    | Coupe d'Europe             | Bergen               | décembre 1984    |
| 49 s 57    | Stéphan Caron      | 1966      | 18  | Club des Vikings de Rouen    | Coupe d'Europe (r)         | Bergen               | décembre 1984    |
| -----      |                    |           |     |                              |                            |                      |                  |
| 49 s 43    | Stéphan Caron      | 1966      | 19  | Club des Vikings de Rouen    | Meeting Diana              | Boulogne-Billancourt | février 1985     |
| -----      |                    |           |     |                              |                            |                      |                  |
| 48 s 89    | Stéphan Caron      | 1966      | 20  | Club des Vikings de Rouen    | Meeting international      | Cannes               | 1986             |
| -----      |                    |           |     |                              |                            |                      |                  |
| 48 s 62    | Stéphan Caron      | 1966      | 20  | Club des Vikings de Rouen    |                            | Malmö                | 13 décembre 1986 |
| 48 s 21    | Romain Barnier     | 1976      | 23  | Cercle des nageurs d'Antibes | Championnats interclubs    | Montpellier          | 4 décembre 1999  |
| 47 s 96    | Romain Barnier     | 1976      | 25  | Cercle des nageurs d'Antibes | Championnats d'Europe (s)  | Anvers               | 14 décembre 2001 |
| 47 s 95    | Romain Barnier     | 1976      | 25  | Cercle des nageurs d'Antibes | Championnats d'Europe (d)  | Anvers               | 14 décembre 2001 |
| 47 s 53    | Romain Barnier     | 1976      | 25  | Cercle des nageurs d'Antibes | Championnats d'Europe (f)  | Anvers               | 15 décembre 2001 |
| 46 s 87    | Frédérick Bousquet | 1981      | 23  | CS Clichy 92                 | Championnats NCAA (f)      | Long Island          | 27 mars 2004     |
| 46 s 79    | Alain Bernard      | 1983      | 24  | Cercle des nageurs d'Antibes | Meeting de Nouméa          | Nouméa               | 7 avril 2007     |
| 46 s 44    | Alain Bernard      | 1983      | 24  | Cercle des nageurs d'Antibes | Championnats de France (f) | Nîmes                | 9 décembre 2007  |
| 46 s 39    | Alain Bernard      | 1983      | 24  | Cercle des nageurs d'Antibes | Championnats d'Europe (f)  | Debrecen             | 15 décembre 2007 |
| 46 s 28    | Alain Bernard      | 1983      | 25  | Cercle des nageurs d'Antibes | Coupe du monde (f)         | Berlin               | 15 novembre 2008 |
| 45 s 69 RM | Alain Bernard      | 1983      | 25  | Cercle des nageurs d'Antibes | Championnats de France (f) | Angers               | 7 décembre 2008  |
| 45 s 12 RM | Amaury Leveaux     | 1985      | 23  | Mulhouse Olympic Natation    | Championnats d'Europe (d)  | Rijeka               | 12 décembre 2008 |
| 44 s 94 RM | Amaury Leveaux     | 1985      | 23  | Mulhouse Olympic Natation    | Championnats d'Europe (f)  | Rijeka               | 13 décembre 2008 |